# حسن هریسی
میرزا حسن هِریسی (۱۲۸۲-۱۳۶۲ ش ) از خوشنویسان معاصر ایران در خط نستعلیق است.

## زندگی
حسن هریسی در سال ۱۲۸۲ ش در تبریز به دنیا آمد. از دوازده سالگی به مدرسه طالبیه آن شهر رفت و پس از آموختن قرآن، گلستان سعدی، صرف و نحو، منطق و فقه و اصول، به خوشنویسی روی آورد و خط نستعلیق و نسخ را نزد استادان تبریز همچون باتمانقلیچ شاگرد میرحسین ترک و میرزا غلامرضا آموخت.
حسن هریسی از ۲۵ سالگی فعالیت فرهنگی خود را به عنوان معلم خوشنویسی در مدارس تبریز آغاز کرد و از ۱۳۴۷ در خانه فرهنگ تبریز به آموزش خوشنویسی پرداخت. او در سن هشتاد سالگی بر اثر سکته مغزی در تبریز در گذشت.

## آثار
علاوه بر کتابچه‌ها و جزوات رسم‌الخط، از او کتابت سه نسخه قرآن، سه نسخه مفاتیح‌الجنان، مُنتهی‌الامال، معراجُ السّعاده، صحیفه سجادیه و ده جلد نهج‌البلاغه به یادگار مانده‌است. وی علاوه بر خوشنویسی، طراحی سرفصل کتاب‌ها را نیز انجام می‌داد که صفحات اول کتابت قرآن، از آن نمونه است.